# Aphthona alcina
Aphthona alcina es una especie de  coleóptero de la familia Chrysomelidae. Fue descrita científicamente por primera vez en 1975 por Leonardi.